# Plastilina
La plastilina (detta anche plastirina o cera pongo) è un materiale plastico per la modellazione, la cui composizione è basata su olio, argilla e cera (senza coloranti ha un aspetto bruno).
La caratteristica fondamentale della plastilina, a differenza di pongo, play-doh o DAS, è che nel tempo conserva una buona plasticità senza indurirsi.

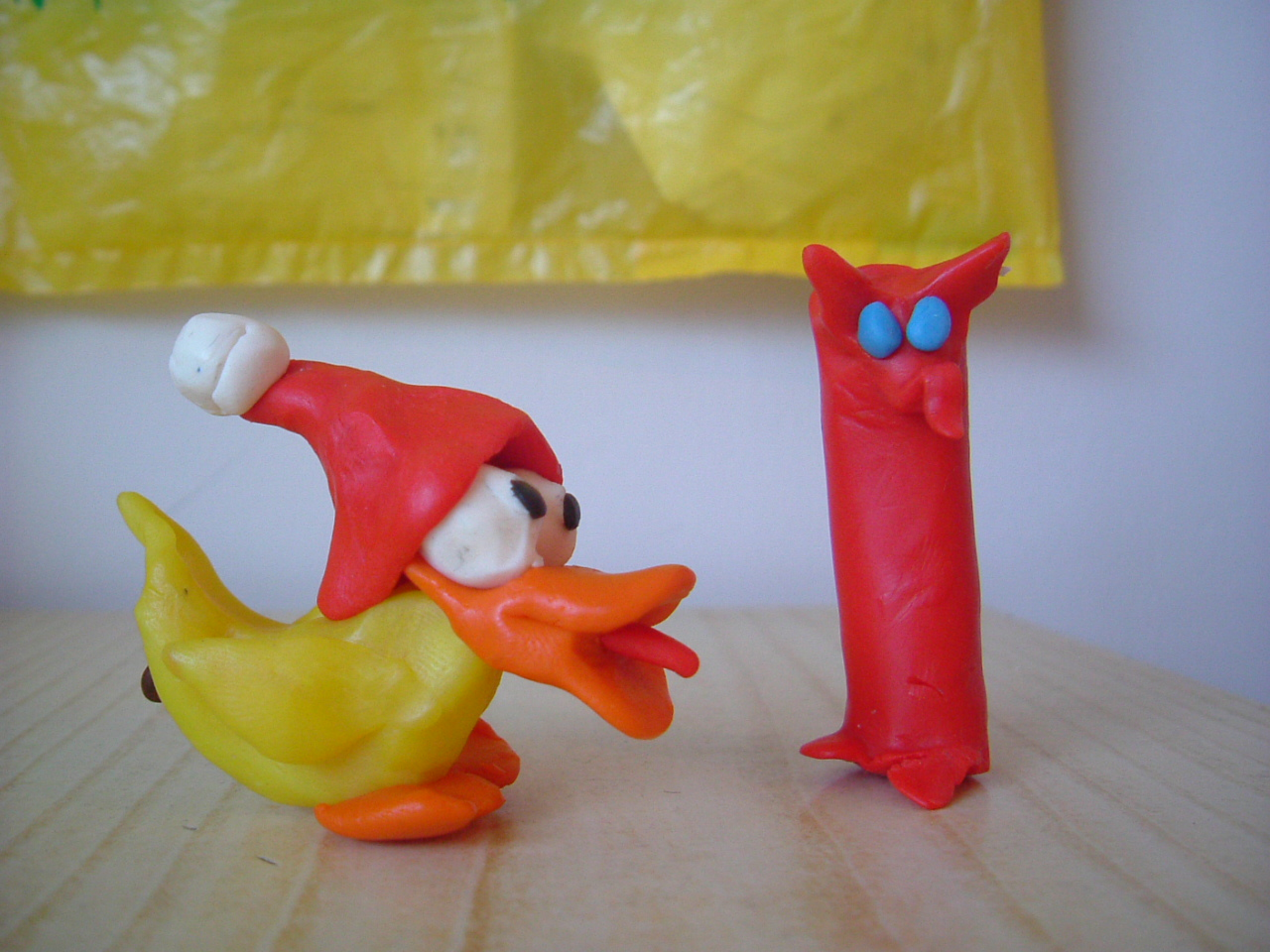
Oggetti realizzati in plastilina

Alcuni sostengono che la plastilina sia stata inventata da Franz Kolb, poiché nel 1880 vendeva in Germania dei Kunst-Modellierton («argilla artificiale da modellare»), ma, anche se la sua invenzione era simile, la plastilina come la conosciamo oggi è stata inventata da William Harbutt, professore d'arte a Bathampton, nei pressi di Bath (Inghilterra), nel 1897. Dal 1908, la plastilina è stata diffusa in tutto il mondo.

## Claymation
La plastilina è usata anche nel mondo dell'animazione con la tecnica chiamata claymation, dalle parole inglesi clay, «argilla» e animation, «animazione». Celebri sono i lavori in questo campo di Fusako Yusaki per gli spot pubblicitari del Fernet Branca, che le valsero nel 1971 un Bagatto d'Oro, premio per i migliori spot televisivi italiani, e il Leone di Bronzo al Festival internazionale della pubblicità di Cannes nel 1972. Grande successo ebbe Nick Park, che vinse due premi Oscar per il miglior cortometraggio di animazione con I pantaloni sbagliati (1994) e Una tosatura perfetta (1996), realizzati in plastilina.